# Панчићева кандилка
Панчићева кандилка (лат. Aquilegia pancicii) је вишегодишња цветна врста из рода кандилки (Aquilegia), који припада породици љутића (Ranunculaceae). Ова врста је ендемит југоисточне Србије, где расте на Сувој планини. Врста има карактеристичне двобојне цветове који су плави и бледи или бели.

## Опис
Панчићева кандилка је зељаста, вишегодишња цветна биљка из породице Ranunculaceae (љутића). Као и друге врсте из рода Aquilegia, има нежно лишће слично папрати. Род је познат по народним називима кандилка или бакин шешир (енг. columbine, granny's bonnets). Латинско име рода, Aquilegia, потиче од речи aquila, што значи орао, због пет оструга цвета које подсећају на орлове канџе.
Цветови ове врсте су мали, климајући и звонастог облика. Цвета од касног пролећа до раног лета. Код рода Aquilegia, сваки цвет углавном поседује пет петалоидних (налик на латице) чашичних листића и пет круничних листића. Сваки крунични листић овог рода се обично састоји од широког дела који стрчи напред, познатог као ламина, и издужене структуре која стрчи уназад, познате као нектарска оструга. Оструге садрже нектар цвета.
Код A. pancicii чашићни листићи су плаво-љубичасти, док су крунични листићи двобојни, са ламинама које су избледело плаво-љубичасте према дну, а беле или бледе на врховима. Нектарске оструге су плаво-љубичасте и дуже су од ламине круничних листића на којима се налазе.

## Еволуција и екологија опрашивања
Род лат. Aquilegia представља модел систем за истраживање еволуције и екологије цветних адаптација. Изузетна разноликост у облику и боји цветова унутар овог рода није случајна, већ је резултат дуготрајне коеволуције са специфичним опрашивачима. Истраживања су показала да су варијације у дужини нектарских оструга и боји цветова уско повезане са примарним опрашивачима сваке врсте. Ова специјализација доводи до репродуктивне изолације између популација, што значи да ове цветне карактеристике играју директну улогу у процесу настанка нових врста, односно у специјацији.
Наука је утврдила јасне везе између боје цвета и типа опрашивача, познате као синдроми опрашивања.
- Врсте са плавим или љубичастим цветовима, какве има и Панчићева кандилка, углавном су прилагођене опрашивању од стране пчела (мелитофилија).
- Врсте са црвеним цветовима привлаче колибрије (орнитофилија).
- Врсте са белим или жутим цветовима су адаптиране на опрашивање од стране ноћних лептира (сфингофилија)[9].

Ова адаптивна природа боје је детаљно проучена. На пример, експерименти су показали да ноћни лептири знатно чешће посећују беле цветове у односу на црвене, а у популацијама где су ови лептири главни опрашивачи, бели цветови производе знатно више семена. Ови налази снажно подржавају идеју да је еволуција светлих цветова директна адаптација на опрашивање ноћу.
Генетска основа ових боја лежи у различитим пигментима. Антоцијани су одговорни за плаве, љубичасте и црвене нијансе, док каротеноиди могу допринети жутој боји. Еволуциони прелазак са опрашивања од стране колибрија (црвени цветови) на опрашивање од стране ноћних лептира (бели/жути цветови) подразумевао је *губитак* способности производње антоцијана. Филогенетске анализе су показале да се овај губитак десио независно више пута током еволуције рода Aquilegia. У већини случајева, до тога је дошло због смањене активности (down-regulation) гена који су одговорни за касне фазе у биохемијском путу синтезе антоцијана. Ово указује да су мутације у регулаторним генима уобичајен механизам који покреће еволуционе промене у боји цветова.
С обзиром на то да Aquilegia pancicii има плаво-љубичасте цветове, овај еволуциони оквир сугерише да је врста примарно адаптирана на опрашивање од стране пчела.

## Таксономија
Врсту Aquilegia pancicii је први пут описао и дао јој биномијално име 1905. године мађарски биолог и ботаничар Арпад фон Деген, дајући јој име у част српског ботаничара Јосифа Панчића. Припада роду Aquilegia, који обухвата преко 70 врста трајница распрострањених на северној хемисфери.

## Распрострањеност и станиште
Панчићева кандилка је ендемит Србије. Њен ареал је ограничен на Суву планину у југоисточној Србији. Претежно настањује умерене биоме. Врсте из овог рода се обично налазе на ливадама, у шумама и на већим надморским висинама.

## Екологија
Цветови кандилки су богати нектаром и представљају важан извор хране за опрашиваче, посебно за пчеле са дугим језиком, лептире и мољце. Сматра се да пчеле преферирају плаве и љубичасте цветове, што је боја цвета ове врсте. Одређене мешавине молекуларних једињења производе мирисе који могу привући пчеле. Таква једињења су пронађена код A. pancicii и сличних кандилки, што указује на могућу адаптацију за помоћ при опрашивању.

## Узгој
Према извештајима америчких ботаничара из 1946. и 2003. године, Aquilegia pancicii није била у узгоју.
Иако се ова конкретна врста не гаји, друге врсте из рода Aquilegia су популарне баштенске биљке. Генерално, кандилке најбоље успевају на сунчаним или полусеновитим положајима. Преферирају добро дренирано, умерено влажно земљиште, богато органском материјом, и не подносе тешка и превише влажна тла. Отпорне су на ниске температуре, али су осетљиве на сушу током лета, што може довести до појаве пепелнице. Јелени и зечеви их углавном избегавају.

## Употреба
Врсте из рода Aquilegia су цењене украсне биљке, идеалне за сеоске баште (cottage gardens), шумске вртове, мешовите леје и камењаре. Такође се користе као резано цвеће, јер њихови дуге дршке омогућавају да у вази трају и до недељу дана.